# Agnete Carlsen
Pour les articles homonymes, voir Carlsen.
Agnete Synnøve Carlsen est une footballeuse internationale norvégienne née le 15 janvier 1971 à Moss. Elle joue au poste de milieu de terrain durant sa carrière.
Avec l'équipe de Norvège, Carlsen remporte la Coupe du monde 1995 et une médaille de bronze olympique en 1996. En club, Carlsen joue pour le SK Sprint-Jeløy en Norvège, puis pour l'équipe japonaise du Nikko Securities Dream Ladies.

## Biographie

### En sélection
Carlsen fait ses débuts dans l'équipe nationale de Norvège en juin 1988, avec une défaite 2-1 contre le Brésil lors du Tournoi sur invitation féminin de la FIFA 1988 en Chine. Elle marque son premier but lors de sa deuxième apparition lors d'une victoire 3-0 contre les Pays-Bas à Rijsoord.
En juillet 1989, Carlsen est titulaire lors de la défaite 4-1 de la Norvège contre l'Allemagne de l'Ouest en finale de l'Euro 1989. Deux ans plus tard, l'équipe norvégienne de Carlsen perd de nouveau contre les Allemandes en finale, 3-1 cette fois.
La Norvège atteint la finale de la première Coupe du monde en 1991, organisée en Chine. Elles perdent 2-1 contre les États-Unis après un but de Michelle Akers en fin de match.
Carlsen remporte son premier titre avec l'équipe nationale lors de l'Euro 1993 en battant l'Italie 1-0 en finale. Elle fait également partie de l'équipe qui remporte la Coupe du monde 1995 en Suède, elle est essentiellement remplaçante, entrant en jeu lors de deux matchs pendant le tournoi.
Lors du premier tournoi olympique de football féminin aux Jeux olympiques d'Atlanta en 1996, Carlsen est expulsée lors de la défaite de la Norvège en demi-finale contre les États-Unis. Elle est alors suspendue pour le match de petite finale contre le Brésil (victoire 2-0).
Carlsen participe à la campagne de qualification pour l'Euro 1997, puis prend sa retraite du football international pour se concentrer sur sa carrière en club professionnel au Japon. Au total, elle dispute 97 matchs internationaux et marque 17 buts.

### Statistiques
| Norvège | Norvège | Norvège |
| Année   | Matchs  | Buts    |
| ------- | ------- | ------- |
| 1988    | 2       | 1       |
| 1989    | 5       | 0       |
| 1990    | 15      | 1       |
| 1991    | 17      | 6       |
| 1992    | 11      | 3       |
| 1993    | 9       | 3       |
| 1994    | 12      | 3       |
| 1995    | 2       | 0       |
| 1996    | 13      | 0       |
| 1997    | 11      | 0       |
| Total   | 97      | 17      |